# S one strane
Pour plus de détails, voir Fiche technique et Distribution.
S one strane est un film serbo-croate réalisé par Zrinko Ogresta, sorti en 2016.

## Fiche technique
- Titre croate : S one strane (litt. « De l'autre côté »)
- Réalisation : Zrinko Ogresta
- Scénario : Mate Matišić et Zrinko Ogresta
- Pays d'origine :  Croatie,  Serbie
- Langue : croate
- Long métrage de fiction - drame
- Durée : 85 minutes
- Dates de sortie : 
  - Croatie : 10 mars 2016
  - Serbie : 10 mars 2016
  - Allemagne : 14 février 2016 à la 66e Berlinale

## Distribution
- Ksenija Marinković : Vesna
- Lazar Ristovski : Zarko
- Tihana Lazović : Jadranka
- Robert Budak : Vladimir
- Toni Šestan : Bozo
- Tena Jeić-Gajski : Nives
- Vinko Kraljević : Peric

## Distinctions et récompenses
- Le film est proposé à l'Oscar du meilleur film en langue étrangère pour la Croatie.